# ラウレス硫酸ナトリウム
ラウレス硫酸ナトリウム（ラウレスりゅうさんナトリウム、sodium laureth sulfate, SLS）は陰イオン界面活性剤の1つ。ポリオキシエチレンラウリルエーテル硫酸ナトリウムとも呼ばれる。

## 概要
用途はシャンプー、歯磨き剤、起泡剤、業務用洗剤、脱脂剤等多岐にわたる。
ラウレス硫酸-n硫酸ナトリウムと表記される場合のnは(OCH
2CH
2)の数を表す。n=3のLD50は1995 mg/kg（ラット：経口）

## 合成
1-ドデカノールをエトキシ化（w:Ethoxylation）、硫酸エステル化後に炭酸ナトリウムにより中和して合成。
C
12H
25OH +  n C
2H
4O → C
12H
25(OC
2H
4)nOH
C
12H
25(OC
2H
4)nOH + H
2SO
4 → C
12H
25(OC
2H
4)nOSO
3H + H
2O
2C
12H
25(OC
2H
4)nOSO
3H + Na
2CO
3 → 2C
12H
25(OC
2H
4)nOSO
3Na + H
2CO
3
またはラウリル硫酸ナトリウムにエーテルと酸素を加える合成方法もあるが、この方法の場合エーテルと酸素を加える過程で発癌性物質である1,4-ジオキサンが発生する。事実SLESを含むいくつかの製品が、低濃度のジオキサンを含んでいることが確認されている。